# نروژین ایر اینترنشنال
نروژین ایر اینترنشنال (انگلیسی: Norwegian Air International) شرکت هواپیمایی ایرلندی است، که در سال ۲۰۱۴ توسط شرکت نروجین ایر شاتل تأسیس شد.